# Svømning under sommer-OL 2016 – 200 m individuel medley (herrer)
Mændenes 200 m individuel medley under sommer-OL 2016 i Rio de Janeiro fandt sted 10.-11. august 2016 på Olympic Aquatics Stadium.